# Орловское сельское поселение (Татарстан)
Орловское се́льское поселе́ние — муниципальное образование в Лаишевском районе Татарстана Российской Федерации.
Административный центр — деревня Орёл.

## История
Образовано как Орловский сельсовет не ранее 1923 года в составе Столбищенской волости Арского кантона Татарской АССР. С 1927 года в составе Казанского района. На момент упразднения (1927 год) состоял из пяти селений три из которых (хутор Орёл, посёлки Сокол и Троицкий) вошли в состав Тарлашинского сельсовета, хутор Новый Свет — в состав Ковалинского сельсовета, а хутор Дергачиха — в состав Матюшинского сельсовета.
Вновь создан в 1975 году в составе Лаишевского района, когда центр Тарлашинского сельсовета был перенесён в Орёл.
Статус и границы сельского поселения установлены Законом Республики Татарстан от 31 января 2005 года № 28-ЗРТ «Об установлении границ территорий и статусе муниципального образования "Лаишевский муниципальный район" и муниципальных образований в его составе».

## Население
| 2010  | 2011  | 2012 | 2013 | 2014 | 2015 | 2016  |
| ----- | ----- | ---- | ---- | ---- | ---- | ----- |
| 910   | ↗912  | ↗923 | ↗936 | ↗942 | ↗985 | ↗1047 |
| 2017  | 2018  |      |      |      |      |       |
| ↗1068 | ↗1115 |      |      |      |      |       |

## Состав сельского поселения
| № | Населённый пункт | Тип населённого пункта          | Население |
| - | ---------------- | ------------------------------- | --------- |
| 1 | Орёл             | деревня, административный центр | 839       |
| 2 | Соколовка        | посёлок                         | 9         |
| 3 | Троицкий         | посёлок                         | 47        |
| 4 | Чистое Озеро     | деревня                         | 20        |